# Dżuzif
Dżuzif (arab. جوزف) – miejscowość w Syrii, w muhafazie Idlib. W 2004 roku liczyła 3029 mieszkańców.